# Nokia 6681
Nokia 6681 — смартфон фірми Nokia, офіційно представлений 14 лютого 2005 року. Є модифікацією моделі Nokia 6680, від якої відрізняється відсутністю підтримки WCDMA, як наслідок фронтальної камери, а також яскравішими кольоровими рішеннями. Відноситься до лінійки телефонів «мультимедійний комп'ютер», тому має додаток для друку Nokia XpressPrint, високошвидкісний перегляд інтернету за допомогою EDGE, клієнт електронної пошти, арту ММС зменшеного розміру з можливістю «гарячої заміни» і пристрій читання карт, а також музичний плеєр зі стереозвуком.

## Характеристика
Головна відмінність моделі Nokia 6681 від Nokia 6680 — відсутність підтримки 3G (тільки GSM без W-CDMA). За відсутності 3G відпала потреба у другій камері, яка використовується для відеодзвінків (це сервіс для 3G, для мереж попереднього покоління він не передбачений). Апарат Nokia 6681 розрахований на ринки, де немає мережі третього покоління.
Модель доступна у трьох нових колірних рішеннях — Electric Blue, Pearl White, Light Silver, але дизайн моделей повністю збігається з 6680, відрізнити їх можна лише за кольором та відсутністю другої камери, через що модель Nokia 6681 легша на 2 грами. Також до цієї версії додатково входить USB SD/MMC карт-рідер та петля (один із способів носіння телефону). Якщо говорити про додаткові програми, то додалася гра Snowboard 3D. В усьому іншому характеристики ідентичні Nokia 6680.

## Nokia 6682
На базі моделі 6681 була створена також Nokia 6682, яка відрізняється лише нижнім діапазоном частот — GSM 850 замість GSM 900 (для північноамериканського ринку), що є єдиною відмінністю.